# 주범망경 (보물 제894-2호)
주범망경(注梵網經)은 부산광역시 금정구, 범어사에 있는 불경이다. 2007년 9월 18일 대한민국의 보물 제894-2호로 지정되었다.

## 개요
이 책은 우리나라 불교 계율의 기초를 이루는 경전으로 후진의 구마라집이 번역한 『범망경 노사나 불설 보살심지계품(梵網經盧舍那佛說菩薩心地戒品)』인데 줄여서 범망경이라고 한다. 송나라 승려 혜인(惠因)이 주해를 가한 주해본이다.
권수(卷首)에는 1298(大德 2)년에 선무외 유(禪無外 惟)가 쓴 서문 등 3편의 서문이 수록되어 있으며, 이어서 1095(紹聖 2)년에 혜인이 쓴 서문이 대자(大字)로 쓰여 있다. 그리고 본문의 <범망경보살계서(梵網經菩薩戒序)>에 대한 주해서가 보이고 이어 본문의 경문이 시작되며 주해문은 각 사항 아래에 小字 2行으로 기입되어 있다. 
이 책은 수행자가 지켜야 할 계율을 중요한 부분에 주해를 가한 책으로 원대(元代)의 판본을 바탕으로 고려 말에 다시 복각하여 찍어낸 것으로 보인다. 매우 희귀한 판본으로 자료적 가치가 높을 뿐만 아니라 원형 또한 잘 보존되어 있는데, 이와 동일한 판본의 개인소장본이 보물 제894-1호로 지정되어 있다.

## 같이 보기
- 주범망경 - 보물 제894-1호

## 참고 자료
- 주범망경 - 국가유산청 국가유산포털